# 细梗紫麻
细梗紫麻（学名：Oreocnide frutescens sp. insignis）为荨麻科紫麻属下的一个亚种。

## 扩展阅读
- 維基物種上的相關：细梗紫麻